# Cowbridge with Llanblethian
Cowbridge with Llanblethian (en anglais) ou Y Bont-faen a Llanfleiddan (en gallois) est une communauté du Vale of Glamorgan, au pays de Galles. Elle est située dans le centre du borough de comté, à une vingtaine de kilomètres à l'ouest de la cité de Cardiff.
Comme son nom l'indique, elle se compose de la ville de Cowbridge / Y Bont-faen et du village de Llanblethian / Llanfleiddian (en). Elle comprend aussi le village d'Aberthin (en).

## Démographie
Au recensement de 2011, la communauté de Cowbridge with Llanblethian comptait 4 063 habitants.